# Giuseppe della Porta Rodiani
Giuseppe della Porta Rodiani (Roma, 5 settembre 1773 – Roma, 18 dicembre 1841) è stato un cardinale italiano.

## Biografia
Nacque a Roma il 5 settembre 1773.
Nel 1816 diviene Ponente della Congregazione del Buongoverno.
Ha svolto il ruolo di abate commendatario della Basilica di San Lorenzo fuori le mura (ovvero, Vicegerente della diocesi di Roma), dal 30 settembre 1821.
Papa Gregorio XVI lo elevò al rango di cardinale nel concistoro del 6 aprile 1835 del titolo di Santa Susanna.
Morì il 18 dicembre 1841 all'età di 68 anni.

## Genealogia episcopale e successione apostolica
La genealogia episcopale è:
- Cardinale Scipione Rebiba
- Cardinale Giulio Antonio Santori
- Cardinale Girolamo Bernerio, O.P.
- Arcivescovo Galeazzo Sanvitale
- Cardinale Ludovico Ludovisi
- Cardinale Luigi Caetani
- Cardinale Ulderico Carpegna
- Cardinale Paluzzo Paluzzi Altieri degli Albertoni
- Papa Benedetto XIII
- Papa Benedetto XIV
- Papa Clemente XIII
- Cardinale Enrico Benedetto Stuart
- Papa Leone XII
- Cardinale Giuseppe della Porta Rodiani

La successione apostolica è:
- Vescovo Giacomo Traversi (1841)